# Olénivka (Bilohirsk)
|  | Per a altres significats, vegeu «Olénivka». |

Olénivka (en ucraïnès: Оленівка, en rus: Еленовка, Ielénovka) és un poble de la República Autònoma de Crimea a Ucraïna, que el 2014 tenia 19 habitants. Pertany al districte de Bilohirsk.